# Achtrup
Achtrup (in danese Agtrup, in frisone settentrionale Åktoorp) è un comune di 1 528 abitanti dello Schleswig-Holstein, in Germania.
Appartiene al circondario della Frisia Settentrionale ed è parte dell'Amt Südtondern.